# Маурер, Вальтер
Вальтер Старк Маурер (англ. Walter Stark Maurer; 9 мая 1893,Кеноша, Висконсин, США — 18 мая 1983,Чикаго, Иллинойс, США) — американский борец вольного стиля, бронзовый призёр Олимпийских игр  

## Биография
На соревнованиях внутри США представлял Чикагский еврейский университет, но особых успехов не достиг, ограничившись в 1920 году вторым местом на чемпионате США по версии Amateur Athletic Association
На Летних Олимпийских играх 1920 года в Антверпене боролся в весовой категории до 82,5 килограммов (полутяжёлый вес). Борьба проходила по правилам Catch As Catch Can, напоминающим правила современной вольной борьбы. Схватка по регламенту турнира продолжалась 10 минут, финальные схватки три раунда по 10 минут. Турнир проводился по системе с выбыванием после поражения; выигравшие во всех схватках боролись в финале, проигравшие в полуфинале боролись за третье место. 
На этих играх Вальтер Маурер завоевал бронзовую медаль. 
См: турнирную сетку
В дальнейшем работал в сфере страхования, позднее стал секретарём-казначеем отделения Независимого братства лесников в Гранд-Кроссинге (район в Чикаго)  
Умер в 1983 году. 